# Booneville (Mississippi)
Booneville é uma cidade localizada no estado americano de Mississippi, no Condado de Prentiss.

## Demografia
Segundo o censo americano de 2000, a sua população era de 8625 habitantes. 
Em 2006, foi estimada uma população de 8664, um aumento de 39 (0.5%).

## Geografia
De acordo com o United States Census Bureau tem uma área de 
66,6 km², dos quais 66,5 km² cobertos por terra e 0,1 km² cobertos por água. Booneville localiza-se a aproximadamente 128 m acima do nível do mar.

## Localidades na vizinhança
O diagrama seguinte representa as localidades num raio de 28 km ao redor de Booneville. 